# Печатка Коннектикуту

Печатка штату Коннектикут

Велика печатка штату Коннектикут — один із державних символів штату Коннектикут, США. Затверджено в травні 1784 року.

## Історія
Першу печатку Коннектикуту привіз з Англії полковник Джордж Фенвік 1639 року — це була печатка колонії Сейбрук, що існувала на території штату. Печаткою з того часу користувалася Генеральна асамблея штату, але немає чітких записів про те, хто нею володів. 9 жовтня 1662 року збори офіційно оголосили про те, що друк зберігатиметься в секретаря колонії і використовуватися як Печатка колонії, коли це буде необхідно. Такий стан речей тривав до жовтня 1687 року, коли сер Едмунд Андрос взяв під контроль уряд колонії і печатка зникла.
Нова, менш пишна печатка була більшою за розміром і більш схожою на овал, ніж оригінал. Слова девізу залишилися тими ж, але кількість виноградних лоз було скорочено до трьох і слова «Sigillum Coloniae Connecticutensis» («Печатка колонії Коннектикут») переміщено до краю печатки. Три лози, можливо, представляють три колонії: Нью-Гейвен, Сейбрук і Коннектикут.
Після закінчення Війни за незалежність було зрозуміло, що напис на колоніальній печатці більше не підходить. Тому в травні 1784 року Генеральна асамблея доручила секретарю змінити чинний напис на «SIGILL. REIP. CONNECTICUTENSIS». Однак, коли було підготовлено новий варіант печатки, напис містила ці ж слова, написані повністю: «SIGILLUM REIPUBLICÆ CONNECTICUTENSIS» («Печатка Республіки Коннектикут»). Подальших змін у печатці штату не було.
1931 року Генеральна асамблея постановила, щоб усі зображення печатки штату відповідали її описові в розділі 54 Публічних актів того року. Це законодавство також забороняє користування печаткою будь-кому, крім секретаря штату або за його вказівкою.

## Вигляд
На відміну від інших печаток штатів, печатка Коннеккуту єдина має еліпсоподібну форму.
На печатці зображено три виноградники. Під ними на стрічці — девіз латинською мовою «Qui Transtulit Sustinet» («Хто посадив, той оберігає»). На зовнішньому колі печатки напис «SIGILLUM REIPUBLICÆ CONNECTICUTENSIS» (лат. Печатка Республіки Коннектикут).